# Tour de Brasil/Vuelta del Estado de San Pablo 2010
El Tour de Brasil/Vuelta del Estado de San Pablo 2010 fue la 7.º edición de dicha competencia ciclística. Inserta en el calendario internacional de la UCI, fue la primera competencia del UCI America Tour 2011 y dentro de ese calendario estuvo integrada en al categoría 2.2. 
El inicio fue el 16 de octubre en la ciudad de Presidente Prudente y terminó el 24 de octubre en San Pablo. Participaron 20 equipos (14 brasileños y 6 extranjeros) que recorrieron 1.044 km divididos en 9 etapas.
El ganador fue Gregory Panizo (ciclista del Clube DataRo de Ciclismo), que logró de esta forma su segunda victoria en esta prueba, sumándola a la de 2008.

## Etapas
| Etapa       | Fecha         | Recorrido                        | Km       | Ganador de la etapa                      | Líder de la clasificación general |
| 1.ª etapa   | 16 de octubre | Presidente Prudente-Assis        | 129      | Edgardo Simón (Funvic)                   | Edgardo Simón                     |
| 2.ª etapa   | 17 de octubre | Marília-Bauru                    | 114      | Héctor Aguilar (Funvic)                  | Edgardo Simón                     |
| 3.ª etapa   | 18 de octubre | Bauru-São Carlos                 | 173      | Flavio Cardoso (Funvic)                  | Flavio Cardoso                    |
| 4.ª etapa a | 19 de octubre | São Carlos-São Carlos            | 14 (CRI) | Magno Nazaret (Funvic)                   | Flavio Cardoso                    |
| 4.ª etapa b | 19 de octubre | Rio Claro-Indaiatuba             | 124.2    | Alejandro Borrajo (Jamis-Sutter Home)    | Flavio Cardoso                    |
| 5.ª etapa   | 20 de octubre | Indaiatuba-Sorocaba              | 58.8     | Francisco Chamorro (São José dos Campos) | Flavio Cardoso                    |
| 6.ª etapa   | 21 de octubre | Sorocaba-Atibaia                 | 139.2    | Jeremy Yates (Blackpeloton)              | Flavio Cardoso                    |
| 7.ª etapa   | 22 de octubre | Atibaia-Pindamonhangaba          | 180.2    | Edgardo Simón (Funvic)                   | Flavio Cardoso                    |
| 8.ª etapa   | 23 de octubre | Pindamonhangaba-Campos do Jordão | 62       | Gregory Panizo (Dataro)                  | Gregory Panizo                    |
| 9.ª etapa   | 24 de octubre | Jundiaí-São Paulo                | 50       | Antonio Nascimento (Memorial)            | Gregory Panizo                    |

## Desarrollo general
Gran parte de la competencia fue dominada por el equipo del Funvic-Pindamonhangaba, al punto que las 4 primeras etapas fueron vencidas por dichos corredores. En la 1.ª etapa, el ciclista argentino Edgardo Simón que defiende al equipo brasileño, venció y se vistió de amarillo. Mantuvo la malla hasta la 3.ª etapa, en que su compañero de equipo Flavio Cardoso llegó escapado sólo a São Carlos con 59" de ventaja y fue el nuevo líder.
De ahí en más el Funvic-Pindamonhangaba, controló la carrera ya que los tres primeros de la clasificación general pertenecían al club (Flavio Cardoso, Magno Nazaret y Edgardo Simón).
Se llegó a la 8.ª etapa que sería la "etapa reina". Un trayecto corto de 62 km, de los cuales los últimos 36 km en ascenso puro hasta llegar a Campos do Jordão a más de 1.600 m s. n. m. de altitud. El Clube DataRo de Ciclismo atacó con Gregory Panizo y Renato Seabra. El Funvic-Pindamonhangaba no pudo responder y Gregory Panizo se llevó la victoria de etapa y la 1.ª posición en la general mientras que su compañero culminó 2.º en la etapa a 1' 15" y capturó la 3ª posición en la general. Magno Nazaret fue el único ciclista del "Pinda" que logró mantenerse cerca y perdió 2'02". El malla líder Flavio Cardoso junto con su compañero Edgardo Simón llegaron a casi 5'.
La última etapa como sucede habitualmente, fue un paseo para el ganador y no hubo cambios 

## Clasificaciones finales

### Clasificación general
| \| 1. \| Gregory Panizo \| Brasil \| DataRo \| 24h 56' 37" \| \| 2. \| Magno Nazaret \| Brasil \| Funvic-Pindamonhangaba \| + 54" \| \| 3. \| Renato Seabra \| Brasil \| DataRo \| + 59" \| \| 4. \| Mauricio Morandi \| Brasil \| São José dos Campos \| + 1' 18" \| \| 5. \| Antonio Nascimento \| Brasil \| Memorial/Santos \| + 1' 43" \| \| 6. \| Fabio Ribeiro \| Brasil \| Suzano \| + 3' 27" \| \| 7. \| Flavio Cardoso \| Brasil \| Funvic-Pindamonhangaba \| + 3' 32" \| \| 8. \| Edgardo Simón \| Argentina \| Funvic-Pindamonhangaba \| + 3' 55" \| \| 9. \| Andre Pulini \| Brasil \| Memorial/Santos \| + 4' 02" \| \| 10. \| Jeremy Yates \| Nueva Zelanda \| Blackpeloton \| + 4' 14" \| |                    |               |                        |             |
| 1. | Gregory Panizo     | Brasil        | DataRo                 | 24h 56' 37" |
| 2. | Magno Nazaret      | Brasil        | Funvic-Pindamonhangaba | + 54"       |
| 3. | Renato Seabra      | Brasil        | DataRo                 | + 59"       |
| 4. | Mauricio Morandi   | Brasil        | São José dos Campos    | + 1' 18"    |
| 5. | Antonio Nascimento | Brasil        | Memorial/Santos        | + 1' 43"    |
| 6. | Fabio Ribeiro      | Brasil        | Suzano                 | + 3' 27"    |
| 7. | Flavio Cardoso     | Brasil        | Funvic-Pindamonhangaba | + 3' 32"    |
| 8. | Edgardo Simón      | Argentina     | Funvic-Pindamonhangaba | + 3' 55"    |
| 9. | Andre Pulini       | Brasil        | Memorial/Santos        | + 4' 02"    |
| 10. | Jeremy Yates       | Nueva Zelanda | Blackpeloton           | + 4' 14"    |

### Clasificación por puntos
| \| 1. \| Edgardo Simón \| Argentina \| Funvic-Pindamonhangaba \| 40 puntos \| \| 2. \| Antonio Nascimento \| Brasil \| Memorial/Santos \| 40 puntos \| \| 3. \| Flavio Cardoso \| Brasil \| Funvic-Pindamonhangaba \| 22 puntos \| |                    |           |                        |           |
| 1. | Edgardo Simón      | Argentina | Funvic-Pindamonhangaba | 40 puntos |
| 2. | Antonio Nascimento | Brasil    | Memorial/Santos        | 40 puntos |
| 3. | Flavio Cardoso     | Brasil    | Funvic-Pindamonhangaba | 22 puntos |

### Clasificación de la montaña
| \| 1. \| Antonio Nascimento \| Brasil \| Memorial/Santos \| 23 puntos \| \| 2. \| Jeremy Yates \| Nueva Zelanda \| Blackpeloton \| 20 puntos \| \| 3. \| Gregory Panizo \| Brasil \| DataRo \| 14 puntos \| |                    |               |                 |           |
| 1. | Antonio Nascimento | Brasil        | Memorial/Santos | 23 puntos |
| 2. | Jeremy Yates       | Nueva Zelanda | Blackpeloton    | 20 puntos |
| 3. | Gregory Panizo     | Brasil        | DataRo          | 14 puntos |

### Clasificación por equipos
| \| 1. \| Clube DataRo de Ciclismo-Foz do Iguaçu \| Brasil \| 74h 57' 01" \| \| 2. \| Funvic-Pindamonhangaba \| Brasil \| + 1' 54" \| \| 3. \| Memorial/Santos \| Brasil \| + 3' 20" \| \| 4. \| São José dos Campos \| Brasil \| + 8' 34" \| \| 5. \| Avaí \| Brasil \| + 12' 38" \| |                                        |        |             |
| 1. | Clube DataRo de Ciclismo-Foz do Iguaçu | Brasil | 74h 57' 01" |
| 2. | Funvic-Pindamonhangaba                 | Brasil | + 1' 54"    |
| 3. | Memorial/Santos                        | Brasil | + 3' 20"    |
| 4. | São José dos Campos                    | Brasil | + 8' 34"    |
| 5. | Avaí                                   | Brasil | + 12' 38"   |